# Grand Prix Hamburg 2009
L'Hamburg Grand Prix 2009 si è tenuto ad Amburgo, in Germania dal 21 al 22 febbraio 2009 ed è stato la seconda tappa dell'IJF World Tour 2009. È stata l'unica edizione disputata dell'Hamburg Grand Prix.

## Risultati
Tutti i medagliati del torneo.
| Categorie donne | Oro             | Argento                | Bronzo                            |
| --------------- | --------------- | ---------------------- | --------------------------------- |
| - 48 kg         | Tomoko Fukumi   | Alina Dumitru          | Frédérique Jossinet Emi Yamagishi |
| - 52 kg         | Misato Nakamura | He Hongmei             | Andreea Catuna Ionas Petra Nareks |
| - 57 kg         | Telma Monteiro  | Zhu Guirong            | Corina Căprioriu Kaori Matsumoto  |
| - 63 kg         | Yoshie Ueno     | Elisabeth Willeboordse | Yaritzs Abel Rina Kozawa          |
| - 70 kg         | Mina Watanabe   | Asuka Oka              | Raša Sraka Catherine Jacques      |
| - 78 kg         | Céline Lebrun   | Sae Nakazawa           | Sayaka Anai Stéphanie Possamaï    |
| + 70 kg         | Liu Huanyuan    | Mika sugimoto          | Éva Bisséni Gulzhan issanova      |

| Categorie uomini | Oro                      | Argento        | Bronzo                           |
| ---------------- | ------------------------ | -------------- | -------------------------------- |
| - 60 kg          | Rishod Sobrirov          | Yosmani Piker  | Hiroaki Hiraoka Jeroen Mooren    |
| - 66 kg          | Kom Joo-jin              | Kim Hyung-ju   | Ramil Gasimov Miklós Ungvári     |
| - 73 kg          | Mansur Isaev             | Azamat Sidakov | Ali Malumat Dirk Van Tichelt     |
| - 81 kg          | Sirazhudin Magomedov     | João Neto      | Jorge Benavente Ivan Nifontov    |
| - 90 kg          | Yves-Matthieu Dafreville | Yuya Yoshida   | Elkhan Mammadov Vadym Synyavsky  |
| - 100 kg         | Takamasa Anai            | Henk Grol      | Irak'li Tsirek'idze Daniel Brata |
| + 100 kg         | Abdullo Tangriev         | Óscar Brayson  | Anis Chedly Yasuyuki Muneta      |

## Medagliere
| Nr.                          | Nazione                      | Oro | Argento | Bronzo | Totale |
| ---------------------------- | ---------------------------- | --- | ------- | ------ | ------ |
| 1                            | Giappone                     | 5   | 4       | 6      | 15     |
| 2                            | Russia                       | 2   | 1       | 1      | 4      |
| 3                            | Francia                      | 2   | 0       | 3      | 5      |
| 4                            | Uzbekistan                   | 2   | 0       | 0      | 2      |
| 5                            | Cina                         | 1   | 2       | 0      | 3      |
| 6                            | Portogallo                   | 1   | 1       | 0      | 2      |
| 6                            | Corea del Sud                | 1   | 1       | 0      | 2      |
| 7                            | Cuba                         | 0   | 2       | 1      | 3      |
| 7                            | Paesi Bassi                  | 0   | 2       | 1      | 3      |
| 8                            | Romania                      | 0   | 1       | 3      | 4      |
| 9                            | Azerbaigian                  | 0   | 0       | 2      | 2      |
| 9                            | Belgio                       | 0   | 0       | 2      | 2      |
| 9                            | Slovenia                     | 0   | 0       | 2      | 2      |
| 10                           | Georgia                      | 0   | 0       | 1      | 1      |
| 10                           | Ungheria                     | 0   | 0       | 1      | 1      |
| 10                           | Iran                         | 0   | 0       | 1      | 1      |
| 10                           | Kazakistan                   | 0   | 0       | 1      | 1      |
| 10                           | Spagna                       | 0   | 0       | 1      | 1      |
| 10                           | Tunisia                      | 0   | 0       | 1      | 1      |
| 10                           | Ucraina                      | 0   | 0       | 1      | 1      |
| Totale 20 nazioni medagliate | Totale 20 nazioni medagliate | 14  | 14      | 28     | 56     |

Fonte

## Statistiche

### Statistiche sui partecipanti
|     | Continenti rappresentati | Nazioni rappresentate | Judoka presenti |
| --- | ------------------------ | --------------------- | --------------- |
| Nr. | 5                        | 44                    | 382             |

|              | EJU    | JUA    | AJU    | PJU    | OJU   |
| ------------ | ------ | ------ | ------ | ------ | ----- |
| Nazionali    | 23     | 10     | 5      | 5      | 1     |
| Nazionali    | 52.27% | 22.73% | 11.36% | 11.36% | 2.28% |
| Partecipanti | 216    | 104    | 28     | 32     | 2     |
| Partecipanti | 56.54% | 27.23% | 7.33%  | 8.38%  | 0.52% |

| Categoria | -48 kg | -52 kg | -57 kg | -63 kg | -70 kg | -78 kg | +78 kg |
| --------- | ------ | ------ | ------ | ------ | ------ | ------ | ------ |
| Nr.       | 21     | 27     | 24     | 18     | 23     | 19     | 18     |
| Nr.       | 14.00% | 18.00% | 16.00% | 12.00% | 15.33% | 12.67% | 12.00% |

| Categoria | -80 kg | -66 kg | -73 kg | -81 kg | -90 kg | -100 kg | +100 kg |
| --------- | ------ | ------ | ------ | ------ | ------ | ------- | ------- |
| Nr.       | 27     | 36     | 44     | 38     | 29     | 30      | 28      |
| Nr.       | 11.64% | 15.52% | 18.97% | 16.38% | 12.49% | 12.93%  | 12.07%  |

### Statistiche sull'età dei partecipanti
L'età media dei partecipanti che hanno ottenuto una medaglia è di 25 anni.
| Misato Nakamura      | 19 anni e 299 giorni |
| Sirazhudin Magomedov | 22 anni e 12 giorni  |
| Mansur Isaev         | 22 anni e 151 giorni |

Fonte
| Céline Lebrun       | 32 anni e 181 giorni |
| Abdullo Tangriev    | 27 anni e 331 giorni |
| Matthieu Dafreville | 26 anni e 342 giorni |